# St Thomas' Hospital
Pour les articles homonymes, voir Saint Thomas.
Le St Thomas' Hospital est un important établissement de soins londonien appartenant au Service national de Santé (NHS). Il fait partie administrativement du Guy’s & St Thomas' NHS Foundation Trust et dispense des soins gratuits ou sous les auspices d'organisations de charité depuis le XIIe siècle. Il était situé à l'origine dans le borough de Southwark.

## Histoire
Son existence est avérée dès 1215 et l'on sait qu'il fut nommé en l'honneur de Thomas Becket, ce qui suggère qu'il doit avoir été fondé après 1173 date de la canonisation de Becket. Il est toutefois possible qu'il n'ait fait que changer de nom en 1173 et qu'il fut en réalité fondé lorsque le prieuré de St Mary Overie fut reconstruit en 1100 à Southwark.
C'était au départ un monastère occupé par un ordre augustinien mixte de moines et de nonnes, dédiés à Thomas Becket, qui donnait asile et soins aux pauvres, aux malades et aux sans-abris. Au XVe siècle, Richard Whittington finança une maternité pour les  mères célibataires. Le monastère fut dissous à la Réforme, mais rouvert par Édouard VI en 1551 et dédié à l'apôtre Thomas, sans autre interruption d'activité depuis cette date.
À la fin du XVIIe siècle, l'hôpital et l'église furent en grande partie reconstruits par Sir Robert Clayton, président de l'hôpital et ancien maire de Londres, avec comme architecte Thomas Cartwright.
En 1721, Sir Thomas Guy, un gouverneur de St Thomas, fonda le Guy's Hospital afin de procurer un asile et des soins aux patients incurables sortant de l'hôpital de St Thomas'.
La Nightingale Training School and Home for Nurses ouvrit à St Thomas' Hospital le 9 juillet 1860. Elle s'appelle maintenant École Florence Nightingale  d'infirmières et de sages-femmes et fait partie du King's College de Londres.
Le St Thomas' Hospital est l'un des plus fameux hôpitaux de Londres - associé à des noms tels que ceux d'Astley Cooper, de William Cheselden et de Florence Nightingale. Il constitue le décor d'un film de Danny Boyle, sorti en 2002 : 28 Jours plus tard. 
Le poète, traducteur, médecin et naturaliste gréco-britannique Theodore Stephanides, ami de Lawrence et Gerald Durrell, y a travaillé de 1945 à 1961.
Parmi les rares souvenirs du vieil hôpital de St Thomas Street à Southwark subsiste encore  l'Old Operating Theatre, qui est maintenant un musée.

## Le St Thomas' Hospital aujourd'hui
L'hôpital moderne se situe dans le quartier londonien de Lambeth, face au palais de Westminster sur l'autre rive de la Tamise, sur une parcelle de terrain conquise sur la rivière lors de la construction du quai Albert à la fin des années 1860. 
En 1986, à la suite de la fermeture du Dreadnought Seamen's Hospital qui faisait partie du Greenwich Hospital, une unité spéciale réservée aux marins et à leurs familles, la Dreadnought Unit fut créée au St Thomas' Hospital.  Elle permet aux marins de la marine marchande un accès prioritaire aux soins médicaux à l'exception de la chirurgie cardiaque et est financée par le gouvernement central au moyen de fonds propres séparés des autres fonds du NHS trust. Il consistait à l'origine en deux services de  28 lits, mais à présent les  patients de la Dreadnought Unit sont traités selon les besoins cliniques et sont donc placés dans le service le plus approprié à leur état.
Le département pédiatrique est hébergé dans les bâtiments de l'Evelina Children's Hospital.